# Godewind
Godewind (niederdeutsch, deutsch „Guter Wind“) ist eine seit 1979 bestehende Band aus Schleswig-Holstein mit Liedern und Texten in niederdeutscher und standarddeutscher Sprache. Während die Band früher der volkstümlichen Musik zugerechnet wurde, umfasst die musikalisch-stilistische Bandbreite mittlerweile Pop, Folk und Rock.

## Bandgeschichte

### Besetzung von der Gründung 1979 bis 1996
Die Gruppe „Godewind“ wurde 1979 gegründet. Die Gründungsmitglieder waren
- Ernst „Larry“ Evers (* 18. April 1951; † 25. Mai 2014)
- Gerd Jürgen „Shanger“ Ohl (* 23. April 1952)
- Annegret Siemen (* 16. Mai 1957)
- Henry Jansen (* 9. August 1946; † 4. März 2014).

Kurze Zeit später gehörten auch Verena Hocke (* 12. Juni) und Carsten Böhm (* 30. Januar 1945) dazu. 1984 verließ Henry Jansen die Gruppe. 1994 kam Heiko Reese (* 30. Oktober 1971) dazu. Anfang der 1990er Jahre verließ Verena Hocke die Gruppe. Dafür kam vorübergehend Vera Binge und ab 1996 Andrea Krehky (* 8. April 1960; † 11. Februar 2004).

### 1979–1988: Gründungsjahre, Konzerte
Evers und Ohl hatten zusammen mit Kay Wohlsen bereits 1976 das „Trio Albatros“ gegründet, das in verschiedenen Diskotheken der Bundesrepublik Deutschland auftrat. 1977 hatte Evers mit der damals 20-jährigen Gymnasiastin Annegret Behrend die Single Arrival produziert, eine Vokalversion des gleichnamigen ABBA-Songs. 1978 wurde mit Annegret Behrend das niederdeutsch gesungene Album Mien Moderspraak produziert. 1979 erhielt die neue Band unter dem Namen „Godewind“ einen Plattenvertrag, worauf das erste Album mit niederdeutsch gesungenen Liedern erschien.
1980 gab Godewind in norddeutschen Kirchen erstmals mehrere niederdeutsch gesungene Weihnachtskonzerte, die sich in den Folgejahren zu einer festen Tradition entwickelten. Dann kamen Rundfunk- und Fernsehauftritte, wodurch Godewind über die Grenzen Schleswig-Holsteins hinaus bekannt wurde.

### 1988–2003: USA, DDR, Wettbewerbsteilnahmen
1988 nahm Godewind als Vertreterin der Bundesrepublik Deutschland bei einem Folkfestival in Missouri, USA, teil. Dann folgte eine mehrwöchige Tournee durch die DDR.
1990 gewann die Gruppe Godewind den ersten niedersächsischen Wettbewerb „Lieder so schön wie der Norden“ mit dem Titel Regenbogenkinder. Auch 1992 waren sie mit Boot auf dem Strom und 1993 mit Nordische Farben vertreten und erreichten Platz 12 bzw. Platz 8. Ende des Jahres 1990 bekam Verena Hocke eine Nebenrolle in der Serie Großstadtrevier. Sie agierte dort in der Folge Fährmann hol röver als Freundin des Polizeibeamten Neidhart Köhler. Verena Hocke wurde durch Vera Binge ersetzt, die 1996 durch Andrea Krehky abgelöst wurde. 1997 machte Godewind eine Tournee mit der Countrysängerin Trisha Yearwood.

### 2003–2007: DGzRS-„Bootschafter“, Umbesetzungen
Im Jahr 2003 engagierte sich die Band als „Bootschafter“ für die Deutsche Gesellschaft zur Rettung Schiffbrüchiger (DGzRS). Der jährliche wechselnde „Bootschafter“ stellt sich für seine Amtsperiode ehrenamtlich für Werbemaßnahmen der im Wesentlichen aus Spendengeldern finanzierten DGzRS zur Verfügung.
Im selben Jahr verließ Carsten Böhm die Gruppe wieder. Am 11. Februar 2004 verstarb Andrea Krehky. Sie wurde in einem mit Wasser gefüllten Graben in der Nähe ihres Wohnhauses in Hemme/Dithmarschen tot aufgefunden, nachdem sie von einem Spaziergang nicht zurückgekehrt war.
Kurz nach Andrea Krehkys Tod wurde Anja Bublitz (* 21. September 1969) neues Mitglied der Gruppe, die in dieser Zeit zusammen mit Stephan „Borky“ Bork (* 3. April 1958) als Sextett unterwegs war. Nachdem Annegret Siemen am 25. April 2007 ihren Abschied von Godewind öffentlich bekannt gegeben hatte, trat die Gruppe nur noch mit fünf Musikern auf.

### 2007–2020: Bandjubiläum, Kulturpreis
Am 9. August 2009 feierte Godewind mit mehreren Ex-Bandmitgliedern und Freunden wie Knut Kiesewetter, Klaus Büchner und Günter Willumeit ihr 30-jähriges Bandjubiläum mit einem Konzert im Hof des Husumer Schlosses. Godewind ist bis heute hin und wieder als Gast bei verschiedenen Musiksendungen im Fernsehen zu sehen. Der Schwerpunkt liegt jedoch weiterhin bei den zahlreichen Livekonzerten, vor allem im norddeutschen Raum.
Im Oktober 2009 verließ Bassist Stephan Bork die Band. Neuer Bassist wurde Sven Zimmermann (* 12. Dezember 1966) aus Kiel. Seit dem Jahr 1996 war Sven Zimmermann bereits als Studiobassist für Godewind tätig.
Im Jahr 2012 erhielt Godewind den Nordfriesischen Kulturpreis für Literatur, Musik und Kunst der NOSPA-Kulturstiftung.
Im Frühjahr 2014 verstarben zwei Gründungsmitglieder: Henry Jansen starb am 4. März und am 25. Mai 2014 „Larry“ Evers nach einem Herzinfarkt. Ende 2019 zog sich das letzte Gründungsmitglied Gerd Jürgen „Shanger“ Ohl aus der Gruppe zurück. Er erhielt bei seinem Abschieds-Weihnachtskonzert in Husum vom Ministerpräsidenten den Verdienstorden des Landes Schleswig-Holstein. Ohl sei mit Godewind seit Jahrzehnten Botschafter des Nordens für die niederdeutsche Kultur unterwegs, sagte der Landtagspräsident in seiner Laudatio.

### Seit 2020
Im Sommer 2020 kamen mit Kai Lindner (Keyboards) und Gerrit Hoss (Gesang, Gitarre) zwei neue Mitglieder in die Band.
Derzeitige Besetzung:
- Heiko Reese (Schlagzeug, Perkussion, Gesang, Bass, Akkordeon)
- Anja Bublitz (Gesang, Flöte)
- Gerrit Hoss (Gesang, Gitarre)
- Kai Lindner (Keyboards, Gesang)

## Diskografie

### Alben (Auswahl)
- 1979: Plattdeutsche Lieder
- 1980: Moin Moin
- 1980: Wiehnacht op’t Land
- 1981: Wat mutt – dat mutt
- 1982: Achter Dünen und Diek
- 1982: Wiehnacht achtern Diek
- 1983: Een Johr achtern Diek
- 1984: Plattdütsch Hitparade
- 1985: Immer wenn dat Wiehnacht ward
- 1985: Vun nix kummt nix
- 1986: Made in Freesland
- 1987: Dat Wiehnachtskonzert – Live
- 1988: Plattdütsch Hitparade 2
- 1989: Keen beten mööd
- 1989: Wiehnachtstied
- 1990: Pharisäer
- 1990: Regenbogenkinder
- 1991: Rendezvous an’t Meer
- 1991: Ole Leeder – Nüe Kleeder
- 1992: Leeder för de Vörwiehnachtstied
- 1992: Bald fiern wi Wiehnacht
- 1993: Sieh dir die Farben an
- 1994: Mien Musik
- 1994: Zauberlicht
- 1994: Weihnachten mit Godewind (2 CD)
- 1994: Himmel un Eer
- 1995: Wikinger
- 1996: Weiße Nächte
- 1997: Welche Farbe hat das Licht
- 1997: Lichterzeit
- 1998: Windland
- 1999: So klingt der Norden (3 CD)
- 1999: 20 Johr Platt’n Roll
- 1999: Traumzeit
- 2001: Schattenspiele
- 2001: Das wünsch ich Dir
- 2002: Dans op de Deel
- 2002: Nordlichter
- 2003: 24 Wege zur Weihnacht
- 2004: Godewind (Das silberne Album)
- 2005: Dezemberträume
- 2005: Grüß mir die Küste
- 2005: Wiehnachten Live
- 2006: Unplugged
- 2006: Richtung Norden
- 2006: Nordische Weihnacht
- 2007: Nordische Nächte
- 2008: Hier und Himmelweit
- 2009: 30 Johr Platt’n Roll
- 2009: 30 Johr Nordische Weihnacht
- 2010: Ein Stück Weihnachten
- 2011: Sommerreise
- 2015: Frohe Weihnacht
- 2016: Wind und Meer
- 2022: Wenn es schneit
- 2024: Wind vun achtern